# Call of Duty: Black Ops
Call of Duty: Black Ops è un videogioco sparatutto in prima persona, sviluppato da Treyarch e pubblicato da Activision, distribuito negli USA e in Europa il 9 novembre 2010. È risultato essere il gioco più venduto del 2010. Ufficialmente annunciato il 30 aprile 2010, il gioco è il settimo capitolo della serie Call of Duty e il quarto gioco della serie a essere sviluppato da Treyarch dopo Call of Duty 2: Big Red One, Call of Duty 3 e Call of Duty: World at War. Inizialmente era disponibile il pre-ordine solo su PC, Xbox 360 e PlayStation 3. Activision successivamente ha confermato la pubblicazione del titolo anche per Wii e Nintendo DS.
Il titolo si è dimostrato un grande successo per il produttore; nei primi cinque giorni di commercializzazione ha prodotto un fatturato di 650 milioni di dollari, superando il precedente episodio che ne aveva fatturati 550 milioni. Il 22 dicembre il gioco ha superato il miliardo di dollari di fatturato. È stato il gioco più venduto su PS3 e PC del 2010, con oltre 19 milioni di copie in entrambe le piattaforme.

## Trama
Nel 1968, Alex Mason si ritrova legato ad una sedia e bombardato di domande da parte di due interrogatori sconosciuti riguardanti numbers station ed un tale Dragovich. Dopo queste domande inizia il flashback di Mason: nel 1961, lui assieme a Woods, Bowman e tre agenti della CIA, tentarono di assassinare Fidel Castro durante lo sbarco nella Baia dei porci a Cuba come parte dell'Operazione 40. Mason apparentemente riesce nel suo assassinio, ma la loro estrazione non va a buon fine, con Mason che rimane indietro per proteggere l'aereo per la fuga. Successivamente viene catturato dal vero Castro (quello che aveva ucciso era un sosia). A causa dell'alleanza con l'Unione Sovietica, Castro consegna Mason nelle mani del generale Nikita Dragovich. 
Mason viene quindi tenuto prigioniero nel gulag di Vorkuta per circa due anni. Durante la sua prigionia, diventa amico di Viktor Reznov (presente nel quinto capitolo della serie: Call of Duty: World at War), un ex capitano dell'Armata Rossa. Reznov rivela a Mason l'identità delle persone coinvolte nella sua tortura: Dragovich, Lev Kravchenko (il suo braccio destro) e Friedrich Steiner, un ex scienziato nazista che si rifugiò in Unione Sovietica. Tutti e tre hanno una connessione con Reznov: nell'ottobre 1945, Reznov, Dragovich, Kravchenko, e Dimitri Petrenko (suo amico fraterno, personaggio giocabile in Call of Duty: World at War) fecero parte di un'unità mandata a localizzare Steiner, nascosto con una unità di SS nel circolo polare artico. Durante l'operazione, Reznov venne tradito da Dragovich, che usò la creazione di Steiner, un agente nervino chiamato "Nova-6", su Petrenko. Reznov evitò la morte quando dei commando SAS attaccarono i russi. Durante la confusione, Reznov riuscì a distruggere la Nova-6 piazzando una carica esplosiva su un Razzo V2 facendo saltare in aria la nave. Tuttavia questa venne ricreata tempo dopo da Steiner e uno scienziato britannico di nome Daniel Clarke per i Sovietici. Poco dopo, Reznov venne arrestato e imprigionato a Vorkuta. Mason e Reznov incitano una rivolta dei prigionieri per scappare dal gulag, ma solo Mason riesce a fuggire.
Un mese dopo la fuga, il presidente John F. Kennedy autorizza l'assassinio di Dragovich. Nel novembre 1963, Mason, Woods, Bowman e Weaver vengono mandati al cosmodromo di Baikonur in U.R.S.S. per smantellare il programma spaziale sovietico ed eliminare i membri del gruppo Ascensione. All'inizio dell'operazione, Weaver viene catturato, ma Mason e la sua squadra riescono a salvarlo e a distruggere il razzo Soyuz. Dragovich elude il tentativo di assassinio, portando Mason a ricercarlo per i successivi cinque anni.
Nel 1968, il MACV-SOG venne stabilito in Vietnam per investigare sulla presenza sovietica nel paese. Dopo aver difeso Khe Sanh, il SOG viene mandato a Hue durante l'offensiva del Têt per recuperare un dossier con informazioni su Dragovich da un disertore russo. La squadra (composta per la missione da Mason, Woods e Bowman) recupera il dossier, mentre Mason incontra Reznov, che si scopre essere il disertore. IL SOG quindi penetra nel Laos per trovare tracce di presenza sovietica, percorrendo anche una serie di tunnel che porterà Mason al nascondiglio di Kravchenko, dove vi è una radio che trasmette un messaggio registrato sugli esperimenti e gli effetti della Nova-6. Successivamente il SOG dovrà recuperare un carico di Nova-6 da un aereo da carico sovietico abbattuto dalla CIA. Alla zona di schianto, vengono sopraffatti da ondate di vietcong e soldati spetsnaz, e vengono catturati. Bowman viene ucciso da un torturatore, invece Mason e Woods riescono a scappare e a raggiungere il nascondiglio di Kravchenko grazie ad un Hind catturato; lì libereranno diversi prigionieri SOG, fra cui Reznov, ed insieme attaccheranno la fortezza del colonnello. Woods ingaggia un combattimento con Kravchenko, che si fa esplodere tramite l'innesco a catena di alcuni dardi mentre entrambi si lanciano da una finestra.
Nel frattempo, Hudson e Weaver interrogano il dr. Daniel Clarke, l'ingegnere che creò (assieme al dr. Steiner) la Nova-6, nella città murata di Kowloon (Hong Kong). Clarke identifica Steiner come parte della cospirazione, e rivela il luogo di una struttura di ricerca e sviluppo nascosta sul Monte Yamantau, prima di essere ucciso da uno degli uomini di Dragovich mentre stava rivelando il significato dei numeri immessi nella mente di Mason. 
Hudson e Weaver si dirigono sul monte Yamantau per distruggere la fabbrica e recuperare Steiner. Durante la missione, Hudson riceve una trasmissione da Steiner dove gli chiede di incontrarsi all'Isola Rinascita in U.R.S.S. per scoprire come bloccare la trasmissione di numeri che manderebbero istruzioni a degli agenti dormienti nel diffondere la Nova-6 nelle città americane. Ma anche Mason e Reznov si stanno dirigendo all'Isola Rinascita, intenzionati ad uccidere Steiner. Arrivati nella stanza dove si trova lo scienziato, Reznov gli spara ma, Hudson, arrivato anch'egli nella base dopo aver sfondato il perimetro difensivo insieme alla sua squadra, ha visto Mason, vestito con l'uniforme di Kravchenko, compiere l'assassinio e non Reznov, di cui non c'è nessuna traccia.
A questo punto, Hudson e Weaver si rivelano essere gli interrogatori di Mason. Hudson capisce che Dragovich fece il lavaggio del cervello a Mason per farlo obbedire utilizzando la sequenza dei numeri, effettivamente facendolo diventare un agente dormiente. Senza altre soluzioni, Hudson libera Mason per poterlo seguire. Viene così rivelato che il vero Reznov morì durante la fuga di Vorkuta nel 1963, e le visioni di Mason su Reznov erano il risultato di un disordine dissociativo causato dal traumatico lavaggio del cervello (infatti ogni volta che Mason incontra Reznov si sente la sequenza di numeri). Reznov ha inoltre riprogrammato Mason per assassinare Dragovich, Kravchenko e Steiner invece del presidente Kennedy prima della fuga da Vorkuta. Hudson riesce ad annullare il lavaggio del cervello di Mason e poi fa partire la sequenza di numeri un'ultima volta per Mason, pregandolo di ricordare il luogo, e Mason effettivamente ricorda la nave da carico russa Rusalka sulle coste di Cuba.
All'alba la squadra lancia un assalto sulla Rusalka nel Golfo del Messico. Dopo un intenso conflitto a fuoco con l'equipaggio, si scopre che la vera base che trasmette i numeri si trova sul fondo del mare, sotto la Rusalka. Mason e Hudson si infiltrano allora nella stazione di trasmissione sottomarina, una base sovietica per sommergibili intenzionata ad essere parte del piano di Dragovich per invadere gli Stati Uniti dopo aver liberato la Nova-6. Confermando che la Rusalka è la stazione dei numeri, Hudson chiama la US Navy per distruggere la nave e la sua base. Mason e Hudson intanto trovano Dragovich nei livelli bassi della struttura e riescono a ucciderlo prima della distruzione della base, nuotando poi verso la superficie durante la distruzione degli obiettivi. Weaver dichiara la vittoria, ma Mason è insicuro, turbato dalla sua ultima conversazione con Dragovich.
Nel filmato finale vengono mostrate immagini e filmati di archivio del presidente Kennedy prima del suo assassinio, con una misteriosa annunciatrice e Mason che ripetono una sequenza di numeri. Dal tutto si deduce che Mason ha compiuto il suo obiettivo originale, ovvero uccidere per conto di Dragovich il Presidente Kennedy. Infatti, nella missione finale, Mason mentre affoga Dragovich, dice a quest'ultimo "Hai tentato di farmi uccidere il mio presidente" e Dragovich risponde "Tentato?".

### Scena dopo i titoli di coda
Alla fine dei titoli di coda, comincia un filmato che mostra il presidente Kennedy, Robert McNamara, Fidel Castro e Richard Nixon discutere al Pentagono della crisi dei missili di Cuba quando uno zombie irrompe nella sala. Al che, Kennedy apre un armadietto delle armi nascosto in un muro, armando i suoi ospiti e facendo cominciare la modalità zombie "Five".

## Modalità di gioco

### Armi
In questo videogioco, come i precedenti della serie, sono presenti numerosi tipi di armi, divise tra:
- Principali: fucili d'assalto, fucili a pompa, fucili di precisione, pistole mitragliatrici e mitragliatrici leggere;
- Secondarie: pistole, lanciarazzi o speciali (coltello balistico e balestra).

Inoltre sono disponibili granate letali e tattiche ed equipaggiamento (mini claymore, C4, disturbatori, visione remota, infiltrazione tattica, sensore di movimento) oltre alla disponibilità di tre possibili abilità per il proprio personaggio e un accessorio per l'arma (con l'ausilio di una speciale abilità, si possono installare sull'arma anche due accessori) altrimenti, in modalità multiplayer si può usufruire di questo ausilo senza alcuna specialità. Sono presenti molte imprecisioni storiche riguardo alle armi, poiché il gioco è ambientato durante il 1961-1968.

### Multigiocatore
La modalità Multigiocatore del nuovo Call of Duty è la novità più grande portata nella saga da questo capitolo. Oltre ad una nuova struttura delle usuali modalità competitive, troviamo novità come la modalità Scommessa, la modalità Training e la modalità Cinema. Inoltre le armi, le abilità e tutti gli accessori per le armi non saranno più sbloccati all'aumento di livello ma verranno comprati tramite i COD Points. È visibile il proprio rapporto uccisioni/morti subite e quello degli altri giocatori nella lobby di fianco alle solite uccisioni, morti e assist. La Treyarch ha rinnovato il multiplayer rispetto a Modern Warfare 2. Il sistema "Crea una classe 2.0" permette ampie personalizzazioni, modificando i personaggi, mentre le armi, dopo essere state sbloccate, possono essere comprate con dei crediti acquisiti completando partite e contratti. Con questi si possono inoltre acquistare accessori, equipaggiamenti, killstreak e perk per creare classi personalizzate. Le serie di uccisioni più alte sono 11 uccisioni di fila e consistono in un attacco da parte dei cani, come in Call of Duty: World at War, oppure in un elicottero d'assalto completamente guidabile armato con mitragliatrici e lanciarazzi. A differenza di Modern Warfare 2 il supporto aereo è disponibile dopo 9 uccisioni di fila. Non sono presenti né l'IEM né la carica nucleare, bensì 2 tipi di velivoli ricognitori (uno a 3 e uno a 8 uccisioni di fila). Tornano la torretta robot e gli approvvigionamenti. Esistono alcune armi, una machine gun ed un M202 flash, che non sono inseribili nelle classi, ma si possono trovare solo all'interno di casse degli approvvigionamenti. È possibile inoltre vedere i replay delle proprie uccisioni anche da varie prospettive e punti di vista.
Modalità partita
- Tutti Contro Tutti (TCT): un Deatmatch senza squadre in cui per vincere servono 1500 punti (30 uccisioni), il gioco considera vittoria il piazzamento tra i primi 3. La modalità accetta fino a 8 giocatori.
- Deatmatch a Squadre (DMS): due team si sfidano in un Deatmatch, la prima squadra che arriva a 7500 punti vince. Se il tempo limite scade, vince la squadra che ha totalizzato più punti.
- Dominio (DOM): due team si sfidano per mantenere il controllo di 3 bandiere poste in 3 differenti punti della mappa, ogni bandiera sotto controllo da 1 punto alla squadra ogni 5 secondi, il limite di punteggio è 200. Le uccisioni non influiscono sul punteggio.
- Quartier Generale (QG): le due squadre si contendono il controllo di un obiettivo che fa guadagnare 5 punti alla squadra che lo ha conquistato ogni 5 secondi. La squadra che lo difende non può rientrare in gioco fino all'andamento in offline del QG (un minuto dopo la sua cattura) o alla distruzione di esso. La sua posizione inoltre cambia dopo ogni conquista. Vince la prima squadra che arriva a 250 punti. Se il tempo limite scade, vince la squadra che ha totalizzato più punti. Le uccisioni non influiscono sul punteggio.
- Sabotaggio (SAB): in questa modalità sono presenti due obiettivi, uno per squadra, da sabotare. Le due squadre devono prendere la bomba, la quale si trova all'interno della mappa, poi piazzarla nell'obiettivo della squadra. Quando un giocatore avversario sarà in possesso della bomba sarà facile individuarlo grazie alla scritta UCCIDI che comparirà su di lui, invece quando la bomba sarà in possesso di un giocatore alleato comparirà su di lui la scritta DIFENDI. Le uccisioni non influenzano il punteggio della squadra.
- Demolizione (DEM): nella mappa sono posizionati due obiettivi da distruggere tramite una bomba, ogni giocatore della squadra in attacco è in possesso di una bomba e deve piazzarla e difenderla fino all'esplosione. Dopo la distruzione di una delle due postazioni viene aggiunto del tempo bonus. Le uccisioni non influenzano il punteggio.
- Cerca e Distruggi (CED): la squadra in attacco deve distruggere uno dei due obiettivi presenti nella mappa nello stesso modo della modalità Demolizione. A differenza di quella però non è consentito il rientro in gioco dopo essere stati uccisi e la bomba è soltanto una. Ogni uccisione vale 500 punti. Vince la squadra che ha vinto 4 round.
- Cattura la Bandiera (CLB): le squadre devono prendere dalla base nemica la bandiera e portarla fino al loro obiettivo. Il punto viene contato soltanto se la propria bandiera non è stata rubata dai nemici nel frattempo. Se si viene uccisi, prima di rientrare si deve aspettare un tempo che varia da 5 a 15 secondi.

Sono presenti nel gioco poi delle modalità aggiuntive definite Wager Matches (partite a scommesse), tutti contro tutti in cui sarà possibile scommettere i propri CodPoints (valuta di gioco necessaria per acquistare armi e perk). Se ne contano in tutto quattro, con regole molto diverse:
- One in the Chamber (Un colpo in canna): i giocatori hanno a disposizione solo una pistola con un proiettile e tre vite. Ogni uccisione darà un altro proiettile, ma se si fallisce il colpo bisognerà cavarsela solo con il coltello. Se si fa un'uccisione con il coltello, si riceverà un proiettile.
- Sticks and Stones (Età della pietra): modalità in cui ci si affronta con la balestra dotata di dardi esplosivi, il coltello balistico e il tomahawk. Se si colpisce un giocatore con quest'ultimo, lo si manderà in bancarotta, ovvero tutti i punti da lui realizzati si azzereranno.
- Gun Game (Gioco delle armi): i giocatori partono con la pistola Python e, ad ogni uccisione, si ottiene un'arma più avanzata e potente; accoltellando un nemico lo si farà invece retrocedere all'arma precedente a quella che aveva. Il primo giocatore che riesce ad effettuare un'uccisione con ognuna delle 20 armi proposte (tra cui anche lanciagranate, bazooka, balestra e coltello balistico) vincerà la partita.
- Sharp Shooter (Tiratore scelto): si combatte utilizzando la stessa arma per ogni giocatore, scelta a caso dal computer, la quale cambierà ogni 40-50 secondi. Ogni uccisione permetterà di ottenere un perk (gioco di prestigio, leggero...) e un moltiplicatore dei danni più elevato.

Opzioni della partita:
- Recluta: La modalità Recluta, anche se aperta a tutti i giocatori senza nessuna limitazione, presenta le modalità sopra indicate che vengono sbloccate con l'aumento del livello.
- Essenziale: Nella modalità Essenziale sono presenti modalità simili a quelle recluta ma le specialità e gli accessori per le armi non sono utilizzabili e le serie di uccisioni rimosse o limitate.
- Veterano: Le regole sono le stesse della modalità Recluta ma l'UAV è disattivato, il numero dei colpi in canna e le munizioni non sono visualizzate, i danni delle armi sono aumentati al 200% e la vita è ridotta al 50%. Prima del respawn però bisogna attendere un tempo che varia tra i 3 e i 15 secondi.

Prestigio:
La modalità Prestigio è sbloccabile solo dopo aver raggiunto il livello 50, sono presenti 15 livelli di prestigio a differenza dei precedenti capitoli nei quali erano presenti fino ad un massimo di 10. Nella modalità prestigio ci sono 3 diversi tipologie di gioco: Recluta Prestigio, sbloccabile al 1º prestigio, Veterano Prestigio, sbloccabile al 10º prestigio e Prestigio Puro sbloccabile al 15º prestigio.

### Zombie
È una delle tre modalità di Black Ops, secondaria rispetto alla campagna e al multiplayer, ma molto popolare. È una modalità in cui bisogna resistere a più ondate possibili di zombie, già presente in Call of Duty: World at War. Si parte con la pistola Colt M1911. Ulteriori armi possono essere acquistate con i punti ottenuti durante la partita e hanno un prezzo proporzionale alla loro potenza. I luoghi dove si acquistano sono riconoscibili dall'icona dell'arma disegnata sul muro. In alternativa si può ottenere un'arma casuale dalla cassa delle armi (una scatola di legno contrassegnata da due punti interrogativi) al costo fisso di 950 punti. Come in Call of Duty: World at War la scatola può comparire in diversi luoghi della mappa. Tutte le armi si possono potenziare al costo di 5000 punti in un apposito macchinario di nome Pack-a-Punch. Inoltre vi è la possibilità di attivare la corrente tramite un apposito interruttore per poter attivare alcuni congegni tra cui trappole, distributori di bibite (che danno effetti bonus), torrette che sparano automaticamente agli zombi e il teletrasporto.
Le mappe giocabili sono: Kino der Toten (in tedesco "Cinema dei morti"), Five e Dead Ops Arcade. Poi tramite DLC è possibile accedere a: Ascension, Call of the dead, Shangri-La e Moon; inoltre con il DLC Rezurrection sono disponibili anche le vecchie mappe di Call of Duty:World at War: Nacht der Untoten (in tedesco "Notte dei non-morti"), Zombie Verruckt ("Manicomio Zombi"), Shi no numa ("Palude della Morte") e Der riese ("Il Gigante").

## Personaggi

### Giocabili
- Capitano Alex Mason (MACVSOG); doppiato da Sam Worthington, Paolo De Santis in italiano
- Agente Speciale Jason Hudson (CIA); doppiato da Ed Harris, Matteo Zanotti in italiano
- Capitano Viktor Reznov (Terza armata shock); doppiato da Gary Oldman, Claudio Moneta in italiano
- Capitano Mosely (Pilota dell'SR-71 Blackbird); doppiato da Silvio Pandolfi in italiano
- Maggiore Neitsch (Operatore dell'SR-71 Blackbird); doppiato da Daniele Demma in italiano

### Alleati
- Sergente Frank Woods (MACVSOG); doppiato da James C. Burns, Oliviero Corbetta in italiano
- Caporale Joseph Bowman (MACVSOG); doppiato da Ice Cube, Diego Baldoin in italiano
- Carlos (Ribelle cubano, alleato degli USA); doppiato da Lorenzo Scattorin
- Agente Speciale Grigori Weaver (CIA); doppiato da Gene Farber, Paolo Sesana in italiano
- Agente Speciale Terrance Brooks (CIA); doppiato da Troy Baker, Maurizio Merluzzo in italiano
- Agente Speciale Jason Hudson (CIA); doppiato da Ed Harris, Matteo Zanotti in italiano
- Capitano Viktor Reznov (Terza armata shock); doppiato da Gary Oldman, Claudio Moneta in italiano
- Dimitri Petrenko (Terza armata shock); doppiato da Boris Kievsky, Maurizio Merluzzo in italiano
- John F. Kennedy (1917 - 1963) (presidente USA); doppiato da Jim Meskimen e Chriss Anglin, Roberto Accornero in italiano
- Robert McNamara (1916 - 2009) (segretario USA); doppiato da Robert Picardo, Diego Sabre in italiano
- Dr. Daniel Clarke (ingegnere chimico); doppiato da Gary Oldman, Antonello Governale in italiano

### Nemici
- Generale Nikita Dragovich (Armata Rossa); doppiato da Eamon Hunt, Raffaele Fallica in italiano
- Colonnello Lev Kravchenko (Armata Rossa e braccio destro di Dragovich); doppiato da Andrew Divoff, Alberto Olivero in italiano
- Friedrich Steiner (scienziato tedesco); doppiato da Antonio Paiola in italiano
- Fidel Castro (1926 - 2016) (presidente cubano); doppiato da Marlon Correa e Francesco Mei
- Spades King ♠ (?-?) (spades king); ?
- Personaggi minori: Renato Novara, Alessandro Testa, Alberto Sette, Dimitri Winter, Matteo Brusamonti, Luca Semeraro, Marco Balbi, Matteo Zanotti, Leonardo Gajo, Alessandro Germano, Marco Benedetti.

## Sequel
Il gioco ha avuto cinque seguiti, Call of Duty: Black Ops II del 2012, Call of Duty: Black Ops III del 2015, Call of Duty: Black Ops IV, pubblicato il 12 ottobre del 2018, Call of Duty: Black Ops Cold War, pubblicato il 13 novembre 2020 e Call of Duty: Black Ops 6 pubblicato il 25 ottobre 2024.

## Sviluppo
Nel maggio 2009, Activision diceva di essere alla ricerca di concessione di licenze per quanto riguarda la guerra del Vietnam, questo fatto ha portato alla speculazione che il successivo episodio di Call of Duty si sarebbe svolto durante quel periodo, inglobando anche parti riguardanti la guerra fredda. Nel novembre del 2009, solo pochi giorni prima dell'uscita di Modern Warfare 2, Activision ha annunciato ufficialmente un nuovo titolo Call of Duty per il 2010. Il 30 aprile 2010, Call of Duty: Black Ops è stato ufficialmente annunciato. La Software House ha deciso di sviluppare il gioco seguendo la struttura di World at War, ovvero una campagna offline fiancheggiata oltre che da una modalità Multigiocatore competitiva anche da una Zombie, esattamente come Call of Duty: World at War, in cui i giocatori dovranno difendersi da orde di non morti che tenteranno di ucciderli.
La tecnologia motion capture, simile a quella usata nel film di James Cameron Avatar, consente precise espressioni del viso, catturando i movimenti dell'attore. Per la realizzazione sono stati consultati anche i veterani delle forze speciali da entrambe le parti belligeranti della guerra fredda: dal Maggiore John Plaster (US Army-Ret.) che ha prestato servizio nel MACVSOG durante la guerra del Vietnam ad alcuni membri della ex U.R.S.S. La versione per Computer è stata arricchita di due features aggiunti ovvero i server dedicati per l'online e il ritorno della Console in-game come su COD4, per la creazione di Mod e la modifica delle impostazioni di gioco avanzate (FPS, Ragdoll ecc.). Il gioco è stato ufficialmente lanciato il 9 novembre 2010 ma le copie retail hanno iniziato a circolare già da qualche giorno prima poiché molte catene di elettronica hanno rotto il day one del gioco.

## Accoglienza
La rivista Play Generation lo classificò come il quarto migliore titolo sparatutto e secondo migliore online del 2010.